# Порту (аэропорт)
Международный аэропорт Порту имени Франсишку Са Карнейру (порт. Aeroporto Francisco Sá Carneiro) — международный аэропорт, который находится на севере Португалии, в агломерации Большой Порту, на территории муниципалитетов Матозиньюш, Майа и Вила-ду-Конди, в 11 км к северо-западу от центра города Порту. В 2011 году аэропорт обслужил 6 млн пассажиров (второе место в Португалии после лиссабонского аэропорт Портела).
Аэропорт назван в честь Франсишку Са Карнейру — премьер-министра Португалии, погибшего в авиакатастрофе в 1980 году.

## Авиакомпании
По состоянию на осень 2012 года, рейсы в аэропорт выполняют следующие авиакомпании:
- Aigle Azur
- Air Transat
- Brussels Airlines
- EasyJet
- Iberia
- Lufthansa
- Luxair
- Ryanair
- SATA
- TAAG Angola Airlines
- TAP Portugal
- Transavia

## Транспорт
Линия E метрополитена связывает аэропорт с центром города Порту.